# Brachypelma angustum
Brachypelma angustum é uma espécie de aranha pertencente à família Theraphosidae.